# Ssireum
El ssireum (en hangul, 씨름), també conegut com a ssirum o lluita coreana, és un esport de lluita tradicional originari de Corea. Es caracteritza perquè els lluitadors intenten desequilibrar el contrari mentre s'agafen mútuament per un cinturó que porten entre el maluc i la cuixa. L'objectiu és forçar el rival a tocar el terra amb qualsevol part del cos situada per damunt del genoll. Ha sigut declarat Patrimoni Cultural Immaterial de la Humanitat.

## Etimologia
Històricament, amb la introducció de la cultura xinesa, hi ha hagut altres termes per a designar la lluita coreana a banda de ssireum, com ara gakjeo (각저:角抵), gakhui (각희:角戱), gakryeok (각력:角力), gakji (각지:角支), chiuhui (치우희:蚩尤戱), sangbak (상박:相撲) i jaenggyo (쟁교:爭交). El prefix gak (각:角), molt comú en els termes anteriors, pareix tindre el seu origen en el so que realitzen els animals amb banyes, i especialment els bous, quan lluiten entre sí.

## Història
Els primers vestigis sobre el ssireum es remunten al regne Koguryö (37 a. C. - 668 d. C.), mentre que la primera menció escrita quedà recollida en els anals de la dinastia Goryeo. Concebut inicialment com una pràctica militar, amb el temps es va convertir en un passatemps molt popular dins la societat coreana.
Durant el segle xx hi hagué un impuls del ssireum com a esport nacional coreà a través de diferents competicions i campionats. La primera competició moderna de ssireum patrocinada per una organització es produí l'octubre de 1912 a Seül. El 1983 es creà a Corea del Sud una associació professional unificada de ssireum que des de llavors ha establert un reglament estàndard respecte al pesatge, indumentària i moviments vàlids.
En novembre de 2018 la UNESCO declarà el ssireum Patrimoni Cultural Immaterial de la Humanitat. Es tracta de la primera candidatura conjunta presentada pels governs de Corea del Nord i Corea del Sud.

## Característiques
El ssireum és un esport de lluita tradicional entre dues persones que requereix tant de força física com de tècnica. Es desenvolupa dins d'un terreny circular, d'aproximadament 7 metres de diàmetre i cobert d'arena. Els dos lluitadors comencen l'enfrontament agenollant-se en una posició d'agafament (baro japki). Cada lluitador ha d'agafar un cinturó, anomenat satba (샅바), que està situat entre el maluc i la cuixa del contrari. A continuació els lluitadors es posen dempeus i, sense soltar el cinturó en cap moment, intenten desequilibrar el seu oponent. Un lluitador guanya quan fa que el contrari toque el terra amb qualsevol part del cos per damunt del genoll.
En la lluita professional hi ha quatre classificacions segons el pes: mosca (Taebaek, 75 kg), pes lleuger (Geumgang, 90 kg), pes mitjà (Halla, 105 kg) i pes pesat (Baekdu, sota 160 kg), que reben el nom de quatre cims famosos de Corea.
El ssireum és similar a altres modalitats de lluita tradicional que no permeten els colps, com el schwingen de Suïssa i la lluita canària.